# Mecostibus burtti
Mecostibus burtti är en insektsart som beskrevs av Vitaly Michailovitsh Dirsh 1957. Mecostibus burtti ingår i släktet Mecostibus och familjen Lentulidae. Inga underarter finns listade i Catalogue of Life.